# Grand Prix automobile d'Allemagne 1938
Le Grand Prix automobile d'Allemagne 1938 est un Grand Prix comptant pour le Championnat d'Europe des pilotes, qui s'est tenu sur le Nürburgring le 24 juillet 1938.

## Grille de départ
| 1re ligne | Pos. 3                            |                                    | Pos. 2                          |                                       | Pos. 1                                     |
|           | Seaman Mercedes-Benz 10 min 1 s 2 |                                    | Lang Mercedes-Benz 9 min 54 s 1 |                                       | Von Brauchitsch Mercedes-Benz 9 min 48 s 4 |
| 2e ligne  |                                   | Pos. 5                             |                                 | Pos. 4                                |                                            |
|           |                                   | Nuvolari Auto Union 10 min 3 s 3   |                                 | Caracciola Mercedes-Benz 10 min 3 s 1 |                                            |
| 3e ligne  | Pos. 8                            |                                    | Pos. 7                          |                                       | Pos. 6                                     |
|           | Stuck Auto Union 10 min 23 s 0    |                                    | Müller Auto Union 10 min 19 s 3 |                                       | Hasse Auto Union 10 min 19 s 1             |
| 4e ligne  |                                   | Pos. 10                            |                                 | Pos. 9                                |                                            |
|           |                                   | Biondetti Alfa Romeo 10 min 50 s 0 |                                 | Farina Alfa Romeo 10 min 31 s 1       |                                            |
| 5e ligne  | Pos. 13                           |                                    | Pos. 12                         |                                       | Pos. 11                                    |
|           | Pietsch Maserati                  |                                    | Dreyfus Delahaye                |                                       | Taruffi Alfa Romeo                         |
| 6e ligne  |                                   | Pos. 15                            |                                 | Pos. 14                               |                                            |
|           |                                   | Ghersi Alfa Romeo                  |                                 | Hyde Maserati                         |                                            |
| 7e ligne  | Pos. 18                           |                                    | Pos. 17                         |                                       | Pos. 16                                    |
|           | Berg Maserati                     |                                    | Cortese Maserati                |                                       | Balestrero Alfa Romeo                      |
| 8e ligne  |                                   | Pos. 20                            |                                 | Pos. 19                               |                                            |
|           |                                   | De Graffenried Maserati            |                                 | Comotti Delahaye                      |                                            |

## Classement de la course
| Pos. | no | Pilote                             | Écurie               | Châssis             | Tours | Temps/Abandon     | Grille | Points |
| ---- | -- | ---------------------------------- | -------------------- | ------------------- | ----- | ----------------- | ------ | ------ |
| 1    | 16 | Richard Seaman                     | Daimler-Benz AG      | Mercedes-Benz W154  | 22    | 3 h 51 min 46 s 1 | 3      | 1      |
| 2    | 10 | Rudolf Caracciola Hermann Lang     | Daimler-Benz AG      | Mercedes-Benz W154  | 22    | + 4 min 20 s 0    | 4      | 2 n/a  |
| 3    | 4  | Hans Stuck                         | Auto Union           | Auto Union Type D   | 22    | + 8 min 56 s 2    | 8      | 3      |
| 4    | 8  | Hermann Paul Müller Tazio Nuvolari | Auto Union           | Auto Union Type C/D | 22    | + 9 min 33 s 0    | 7      | 4 n/a  |
| 5    | 20 | René Dreyfus                       | Écurie Bleue         | Delahaye Type 145   | 21    | + 1 tour          | 12     | 4      |
| 6    | 40 | Paul Pietsch                       | Privé                | Maserati 6CM        | 20?   | + 2 tours         | 13     | 4      |
| 7    | 42 | Renato Balestrero                  | Privé                | Alfa Romeo Tipo 308 | ?     | + ? tours         | 16     | 4      |
| 8    | 30 | Pietro Ghersi                      | Scuderia Torino      | Alfa Romeo Tipo 308 | ?     | + ? tours         | 15     | 4      |
| 9    | 44 | Franco Cortese                     | Scuderia Ambrosiana  | Maserati 6CM        | ?     | + ? tours         | 17     | 4      |
| Abd. | 6  | Rudolf Hasse                       | Auto Union           | Auto Union Type C/D | 15    | Moteur            | 6      | 5      |
| Abd. | 14 | Hermann Lang Walter Bäumer         | Daimler-Benz AG      | Mercedes-Benz W154  | 15?   | Moteur            | 2      | 5 n/a  |
| Abd. | 12 | Manfred von Brauchitsch            | Daimler-Benz AG      | Mercedes-Benz W154  | 15    | Incendie          | 1      | 5      |
| Abd. | 36 | Arthur Hyde                        | Privé                | Maserati 8CM        | 14    | Accident          | 14     | 5      |
| Abd. | 32 | Emmanuel de Graffenried            | Baron de Graffenried | Maserati 6C-34      | 3     | Transmission      | 20     | 7      |
| Abd. | 24 | Giuseppe Farina                    | Alfa Corse           | Alfa Romeo Tipo 312 | 2     |                   | 9      | 7      |
| Abd. | 28 | Piero Taruffi                      | Scuderia Torino      | Alfa Romeo Tipo 308 | 2     | Accident          | 11     | 7      |
| Abd. | 2  | Tazio Nuvolari                     | Auto Union           | Auto Union Type D   | 2     | Accident          | 5      | 7      |
| Abd. | 26 | Clemente Biondetti                 | Alfa Corse           | Alfa Romeo Tipo 312 | 1     | Accident          | 10     | 7      |
| Abd. | 22 | Franco Comotti                     | Écurie Bleue         | Delahaye Type 145   | 1     | Boîte de vitesses | 19     | 7      |
| Abd. | 38 | Herbert Berg                       | Écurie Helvetia      | Maserati 6CM        | 1     | Pompe à essence   | 18     | 7      |
| Np.  | 18 | Walter Bäumer                      | Daimler-Benz AG      | Mercedes-Benz W154  |       | Non partant       |        | 8      |
| Np.  | 34 | Ernő Festetics                     | Graf Festetics       | Alfa Romeo Tipo B   |       | Non partant       |        | 8      |

- Légende: Abd.=Abandon - Np.=Non partant.

## Pole position et record du tour
- Pole position :  Manfred von Brauchitsch (Mercedes-Benz) en 9 min 48 s 4.
- Meilleur tour en course :  Richard Seaman (Mercedes-Benz) en 10 min 9 s 1.